# Walckenaeria elgonensis
Walckenaeria elgonensis este o specie de păianjeni din genul Walckenaeria, familia Linyphiidae, descrisă de Holm, 1984. Conform Catalogue of Life specia Walckenaeria elgonensis nu are subspecii cunoscute.